# Hans-Henrik Ørsted
Hans-Henrik Ørsted (Grenaa, 13 december 1954) is een voormalig Deens wielrenner die vooral als baanwielrenner actief is geweest.
Ørsted was professioneel wielrenner van 1980 tot 1988. Zijn specialiteit was achtervolging op de baan. In deze discipline werd hij in 1980 als amateur derde tijdens de Olympische Spelen. Direct na deze spelen werd hij professioneel wielrenner en behaalde hij een derde plaats op het Wereldkampioenschap achtervolging op de baan. Na een aantal 2e en 3e plaatsen in de volgende jaren, behaalde hij in 1984 en 1985 de wereldtitel door de Brit Anthony Doyle in de finale te verslaan. In 1986 waren de rollen echter omgekeerd, toen Doyle de titel voor zich opeiste. Een jaar later kon Ørsted de regenboogtrui weer aantrekken, maar nu was hij zijn landgenoot Jesper Worre in de finale de baas.
Als baanwielrenner was Ørsted ook succesvol in koppelkoersen. Op dit nummer behaalde hij tweemaal de Europese titel in 1981 en 1983, beide keren samen met zijn landgenoot Gert Frank. 
Hij was tevens succesvol als zesdaagsenwielrenner. Hij nam in totaal aan 54 zesdaagsen deel en heeft 8 overwinningen op zijn naam staan. Van deze 8 overwinningen behaalde hij er 6 samen met zijn koppelgenoot en landgenoot Gert Frank.
Ook als wegrenner was Hans-Henrik Ørsted succesvol, vooral als tijdrijder. Zijn grootste succes in deze specialiteit was zijn overwinning in de Trofeo Baracchi in 1985 samen met zijn Italiaanse ploeggenoot Francesco Moser. Verder heeft hij enkele tijdritoverwinningen en een proloog in de Ronde van Denemarken op zijn naam staan.

## Zesdaagsenoverwinningen
| Nr. | Jaar | Zesdaagse van | Samen met     |
| --- | ---- | ------------- | ------------- |
| 1   | 1981 | Dortmund      | Gert Frank    |
| 2   | 1981 | Herning       | Gert Frank    |
| 3   | 1983 | Herning       | Gert Frank    |
| 4   | 1984 | München       | Gert Frank    |
| 5   | 1984 | Gent          | Gert Frank    |
| 6   | 1985 | Berlijn       | Danny Clark   |
| 7   | 1985 | Kopenhagen    | Gert Frank    |
| 8   | 1988 | Kopenhagen    | Roman Hermann |

| Aantal | Samen met                     |
| ------ | ----------------------------- |
| 6      | - Gert Frank                  |
| 1      | - Danny Clark - Roman Hermann |